# Pierre-Paul Botta
Pierre-Paul Botta (* 3. Mai 1741 in Wissembourg; † 28. Juli 1795 in Vannes (Département Morbihan)) war ein Général de brigade während der Französischen Revolution.

## Militärkarriere
Am 3. Mai 1757 trat er als einfacher Soldat in das Régiment de Normandie ein und nahm 1760 und 1761 an den Feldzügen des Siebenjährigen Krieges in Deutschland teil. Er kämpfte am 15. Oktober 1760 in der Schlacht bei Kloster Kampen. Am 26. Februar 1763 wurde er zum Korporal, am 1. November des gleichen Jahres zum Sergent befördert und am 1. September 1765 zum Sergent-fourrier ernannt.
Auf die Inseln France und Bourbon kommandiert, wurde er am 16. Juni 1776 zum Adjutant, am 20. März 1778 bereits als Sous-lieutenant zum Porte-drapeau und am 8. Juni 1881 zum Quartier-maître trésorier ernannt. 1782 war er am Feldzug nach Genf beteiligt. Am 4. Mai 1789 wurde Botta per Brevet zum Capitaine befördert. Am 23. Januar 1791 wurde ihm der Orden Chevalier de Saint-Louis verliehen.
Am 29. August 1793 erhielt er die Epauletten eines Chef de bataillon und wurde im Zug der Premier amalgame mit der Organisation der 17e demi-brigade de bataille beauftragt. Schließlich erhielt er das Kommando über diese Demi-brigade und wurde am 1. September des gleichen Jahres zum Chef de brigade befördert.
Bei der Armee an der Küste von Brest eingesetzt, wurde er durch den Général de division Lazare Hoche am 16. Juli 1795 vor der Schlacht um Quiberon provisorisch zum Général de brigade befördert. Während der Schlacht wurde er am 21. Juli 1795 (3 thermidor de l’an III) an der Spitze einer Kolonne, die das Fort de Penthièvre angriff, schwer am Bein verwundet.
Nach Vannes transportiert, musste er sich einer Amputation unterziehen und verstarb an seiner Verwundung am 28. Juli 1795.